# レオナルドにゅうす笑
『レオナルドにゅうす笑』（レオナルドにゅうすしょう）は、1983年10月2日から1984年5月27日まで日本テレビで放送されていたバラエティ番組。放送時間は毎週日曜 17:00 - 17:15 （日本標準時）。

## 概要
『ビバ!ジャイアンツ』移動後の後枠でスタートした15分番組で、コント・レオナルドのメンバーが時事問題をネタにしたコントを繰り広げていた。
番組は1984年5月をもって同タイトルでの放送を終了し、同年6月に『赤信号のにゅうす笑』と題してリニューアル。レギュラーメンバーをコント赤信号に変更し、ほぼ同じ内容のままで続けられた。交代したコント・レオナルドの2人は、替わって土曜22:30枠でスタートした新番組『熊と美女の恋人気分!』のレギュラーに起用された。
日本テレビ以外でも、秋田放送（秋田県）や北日本放送（富山県）にて同時ネットで放送されていた。

## スタッフ
- 作・構成：新野隆司、長谷川勝士、沢口義明、笠博勝、遠藤察男
- 演出：中村佳弘
- 制作：北村光雄
- 製作：日本テレビ